# Peter Weber (Sänger)
Peter Weber (* 16. November 1951 in Wien) ist ein österreichischer Opernsänger (Bariton).

## Leben
Peter Weber studierte an der technischen Hochschule in Wien Maschinenbau, obwohl er für dieses Fach kein Interesse zeigte. Da aber sein Vater Besitzer eines technischen Betriebes war, überredete er ihn zu einem Technikstudium. Eine kurze Zeit war er Lehrer an der HTL Wien V., wo er das Fach Maschinenkunde und Fabrikationslehre unterrichtete. Schon damals machte er aus seiner Leidenschaft für den Gesang kein Geheimnis und gab seinen Schülern eine Kostprobe von seinem gesanglichen Können. Später studierte er noch an der Hochschule für Musik und Darstellende Kunst Wien. Er war Preisträger verschiedener Lied-Wettbewerbe. Erste Engagements hatte er ab 1978 am Opernstudio der Wiener Staatsoper, dann ab 1980 am Opernhaus Nürnberg und von 1982 an der Staatsoper Hannover. Dort wurde ihm der Titel Kammersänger verliehen. 1993 kehrte er nach Wien an die Staats- und Volksoper zurück. Er wurde zum Österreichischen Kammersänger ernannt. An der Staatsoper hatte er 1995 einen international beachteten Erfolg in der Titelrolle der Uraufführung von Schnittkes „Gesualdo“.
Gastspiele hatte er an den führenden deutschen Opernhäusern, sowie u. a. am Teatro alla Scala in Mailand, Teatro La Fenice in Venedig, Teatro dell’Opera in Rom, Gran Teatre del Liceu in Barcelona, Teatro Nacional de São Carlos in Lissabon, Teatro Colón in Buenos Aires, Royal Opera House Covent Garden in London, Théâtre des Champs-Élysées in Paris, Opernhaus Zürich, an der Dallas Opera und am Neuen Nationaltheater Tokio. Gastspiele mit der Wiener Staatsoper führten ihn nach Peking, Yokohama, Amsterdam, Paris, Athen, Valencia, Bukarest und Belgrad.
Er wirkte bei Festspielen mit, u. a. bei der Glyndebourne Festival Opera, den Wiener Festwochen, den Salzburger Mozartwochen, den Salzburger Festspielen und Osterfestspielen, beim Lucerne Festival, den Ludwigsburger Schlossfestspielen, dem Athens Festival und dem Festival Carpi.
Sein Repertoire umfasst Rollen der deutschen, französischen und italienischen Oper sowie der Operette. Schwerpunkt sind Rollen des Strauss- und Wagnerfachs. September 2005 gab er  sein erfolgreiches Debüt als Hans Sachs in Wagners Meistersingern von Nürnberg in Tokio.